# Oberammergau

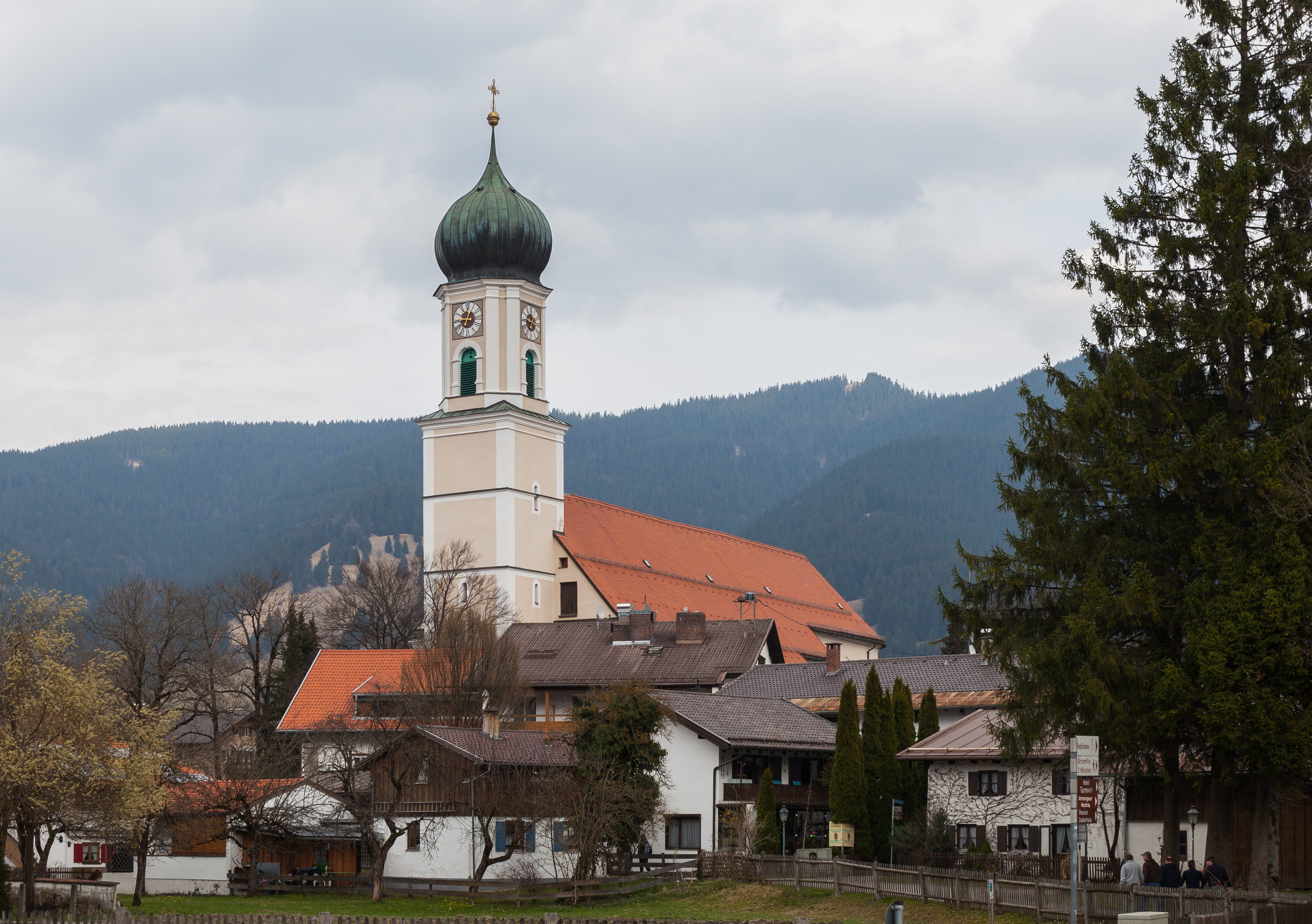
Església de Sant Pere i Sant Pau.

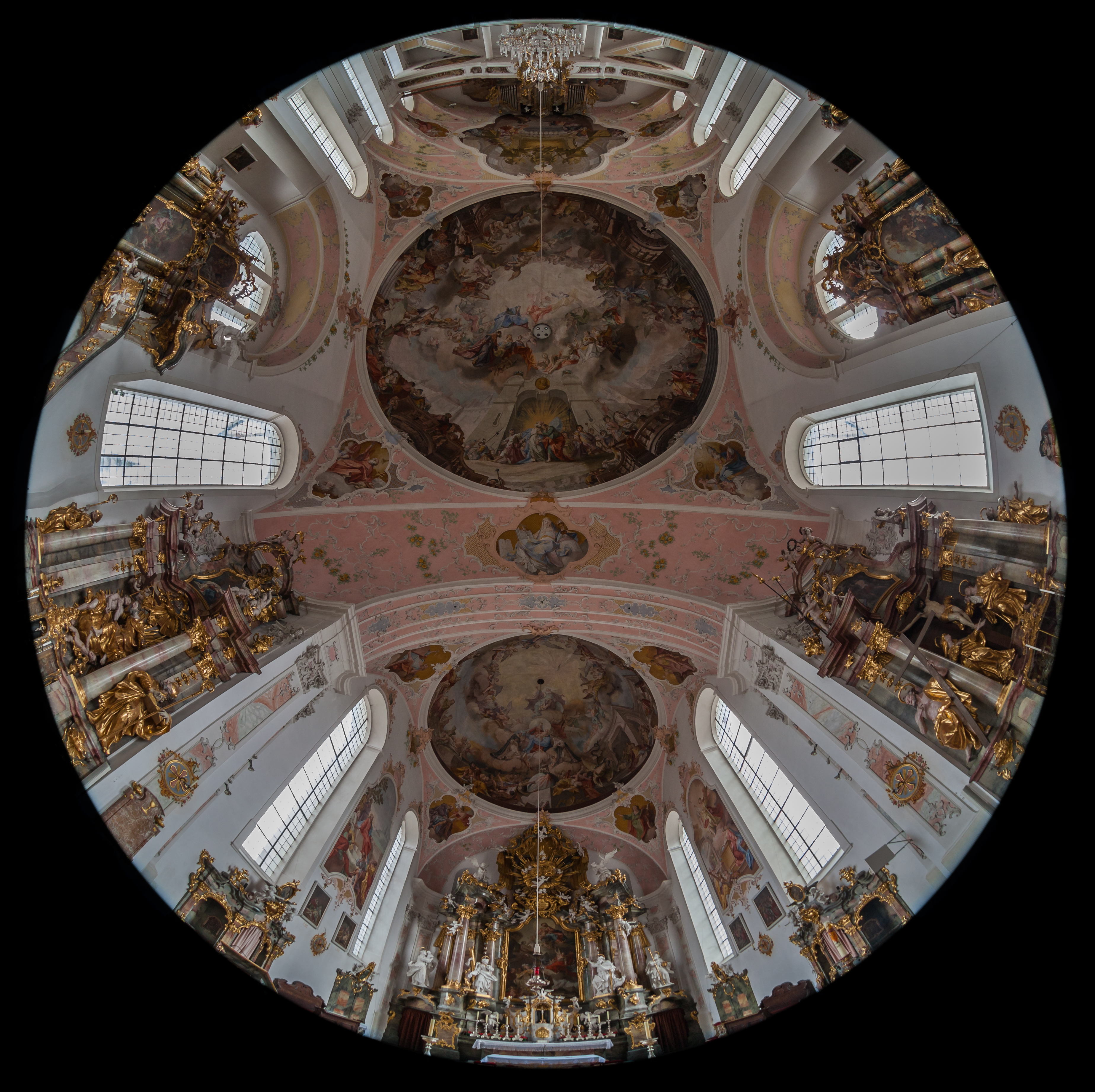
Vista superior de l'interior de l'església

Oberammergau és un municipi del districte de Garmisch-Partenkirchen, a l'estat federat de Baviera, Alemanya. Es troba a la vall del riu Ammer. Oberammergau és conegut sobretot, perquè s'hi escenifica la passió de Crist cada deu anys.

## Història
L'any 1633, durant una epidèmia de pesta, els habitants del poble van jurar dur a terme una escenificació periòdica de la passió de Crist si eren protegits de la malaltia. Aquest fet va ser l'origen de l'avui mundialment famosa tradició, que es va realitzar per primera vegada en 1634. L'escenificació es realitza cada deu anys, amb la participació de fins a 2000 habitants del poble.
Des de 1953 a Oberammergau hi ha una escola militar de l'OTAN que ofereix cursos a les àrees d'intel·ligència, logística i operacions. Allí hi va haver estacionada l'Organització Gehlen.

## Art tradicional
Oberammergau és també conegut per l'alta qualitat i quantitat de frescos a les façanes de diverses de les seves cases, coneguts amb el nom alemany de Lüftlmalerei i que són comunes a l'alta Baviera. La paraula Lüftlmalerei sembla que prové de la casa Zoom Lüftl, a Oberammergau, que era la residència del pintor de façanes Franz Seraph Zwinck (1748-1792).
El poble té també una llarga tradició en la talla de fusta. Els carrers contenen dotzenes de tallers que venen imatges religioses, rellotges, joguines i peces humorístiques. A més, s'hi fabriquen localment els típics barrets bavaresos.
El turisme és la principal activitat econòmica del poble, ja que és una parada gairebé obligatòria per als turistes que visiten el palau de Linderhof i el monestir de Ettal, que són ben a prop.

## Enllaços externs

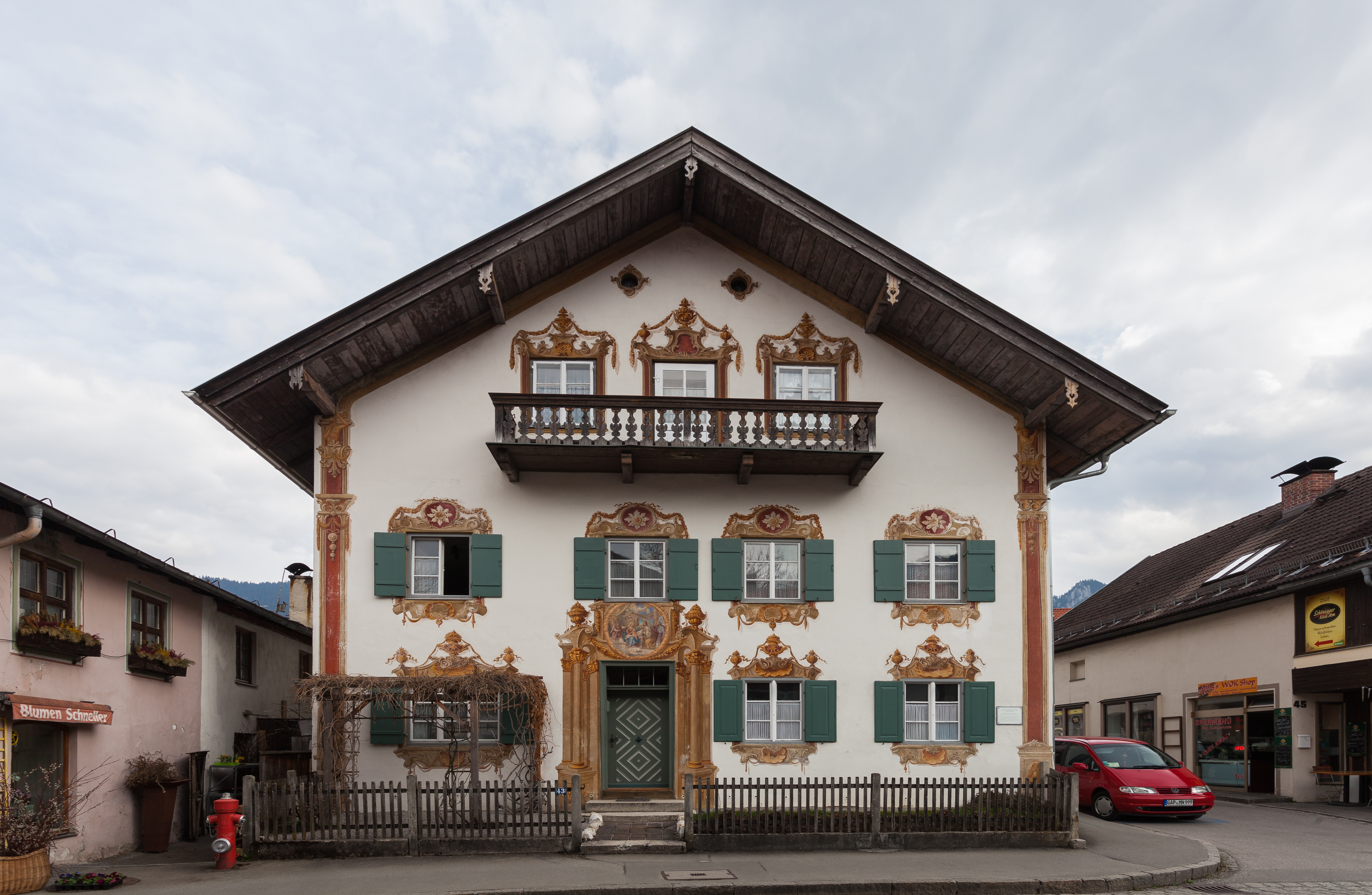
Exemple de "Lüftlmalerei" en Oberammergau.